# Národní park Bavorský les
Nationalpark Bayerischer Wald (česky Národní park Bavorský les) byl vyhlášen 7. října 1970 a po svém rozšíření v roce 1997 má rozlohu 24 250 ha. Od 4.června 2024 byl rozšířen směrem na východ a  má 24 945 ha. Společně s Národním parkem Šumava, se kterým sousedí na severu a východě, tvoří jeden z největších (932,8 km²) bilaterálních národních parků Střední Evropy. Sídlem správy NP je město Grafenau ležící asi 10 km od hranice parku.

## Geografie

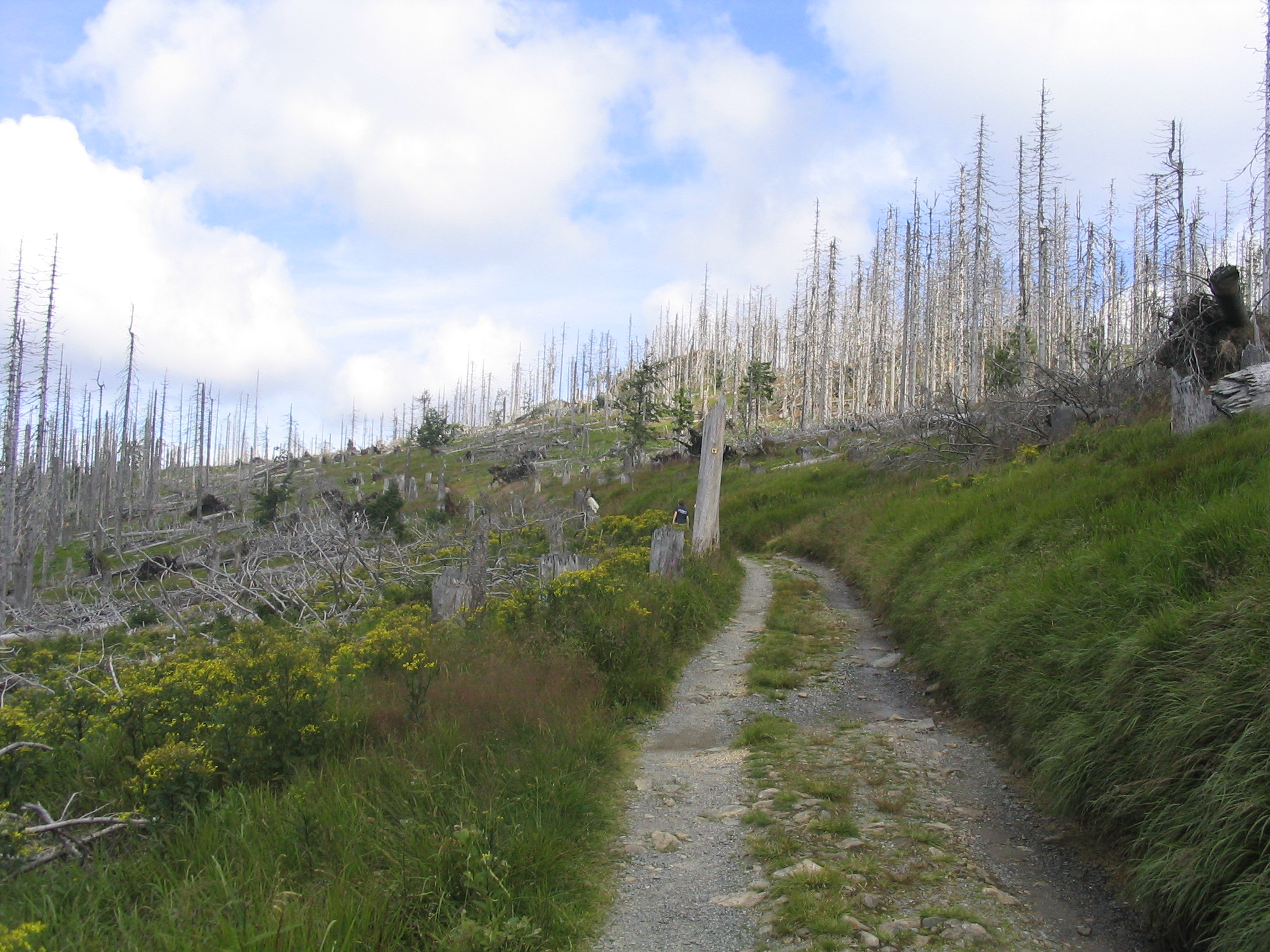
Odumřelý les ponechaný přirozenému vývoji na svazích Roklanu

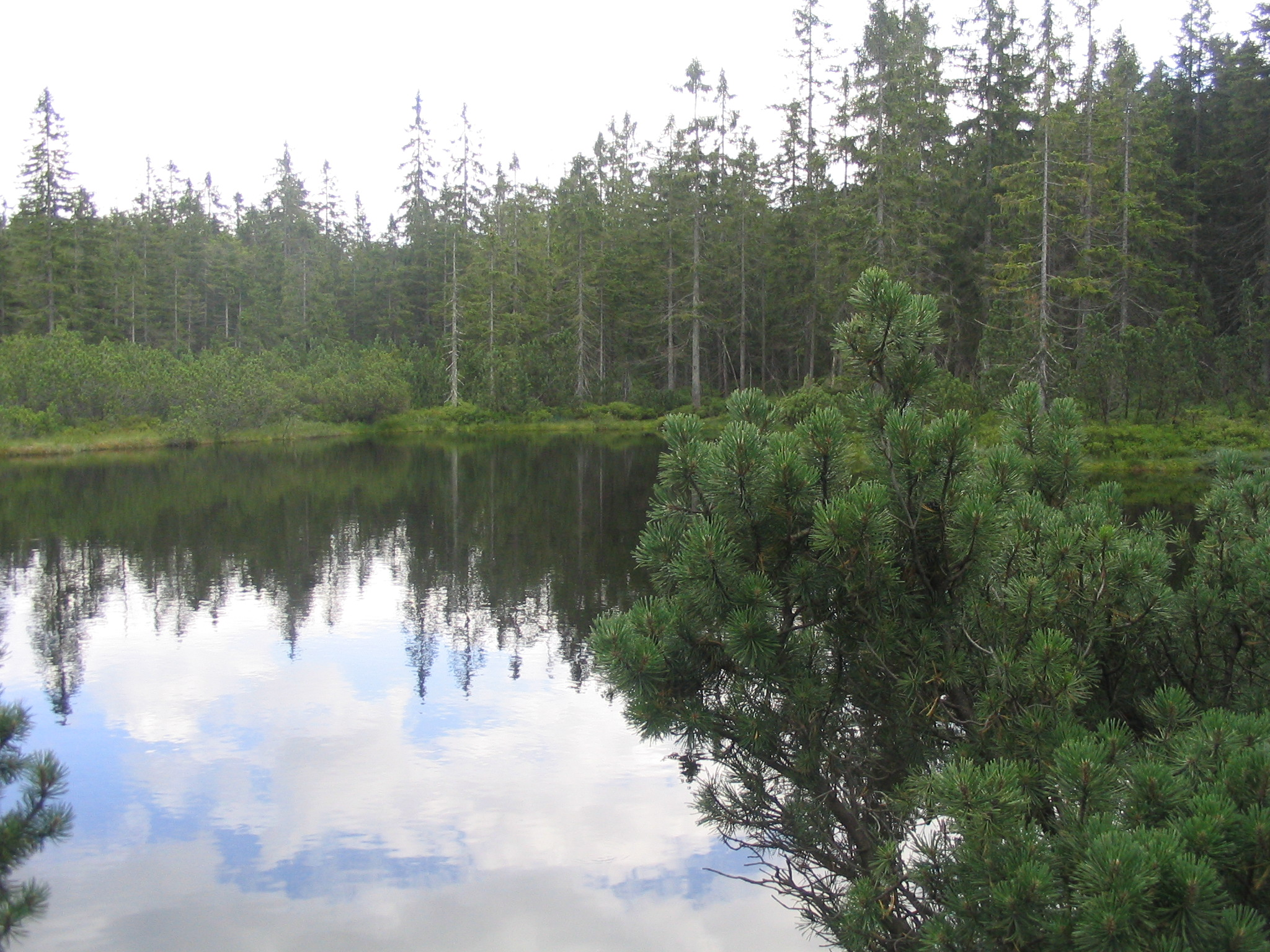
Rašelinné jezero Latschensee

Nationalpark Bayerischer Wald se původně rozkládal na ploše 13 100 ha v oblasti mezi Roklanem a Luzným. V roce 1997 bylo území NP rozšířeno o oblast severozápadně od Roklanu přes Großer Falkenstein až k Bayerisch Eisensteinu. Uvnitř území NP leží pouze čtyři vesnice – Waldhäuser, Guglöd, Neuhütte a Zwieslerwaldhaus. Na území NP se nachází také jedno ze tří ledovcových jezer Bavorského lesa – Roklanské. Nejvyšším bodem národního parku je Roklan (1453 m). Národní park leží na východě Bavorska v zemských okresech Regen a Freyung-Grafenau. K 1. červenci 2022 došlo k dalšímu rozšíření parku o 605 ha na 24 945 ha. Rozšíření se týkalo území Bavorských státních lesů v oblasti Mauth-Finsterau, kde se nachází Reschbachklasse nebo Teufelsbachklause.

## Vegetace
Více než 90 % plochy NP pokrývá les – především horský smíšený smrkovo-bukovo-jedlový les ve výškách 750–1200 m n. m., ale také rašelinné a podmáčené smrčiny v údolních polohách a horské smrčiny ve vrcholových partiích. Jen malými ostrovy v tomto lesním moři jsou kamenná moře, skalní hradby či horské pastviny (tzv. Schachten). Značná část plochy parku  (v roce 2027 se bude jednat o 75 % jeho plochy) byla ponechána jako přírodní laboratoř vývoje lesa, kde člověk do vývoje lesních společenstvech přímo nezasahuje. Horský les se tak vyrovnává s větrnými polomy či napadením kůrovcem přirozenou obnovou odumřelého lesa. Nejcennějším a nejstarším lesním chráněným územím NP je pralesovitý zbytek horského smíšeného lesa na svazích Roklanu (jezerní stěna), chráněný od roku 1914 či Mittelsteighütte, a Höllbachgespräng v masivu Großer Falkensteinu. Na území NP se nacházejí také rašeliniště – nejrozsáhlejším z nich je Grosser Filz - Klosterfilz u Riedlhütte na jižním okraji NP, dalšími významnými rašeliništi jsou Zwieselter Filz a Latschenfilz navazující na Modravské slatě.

## Fauna

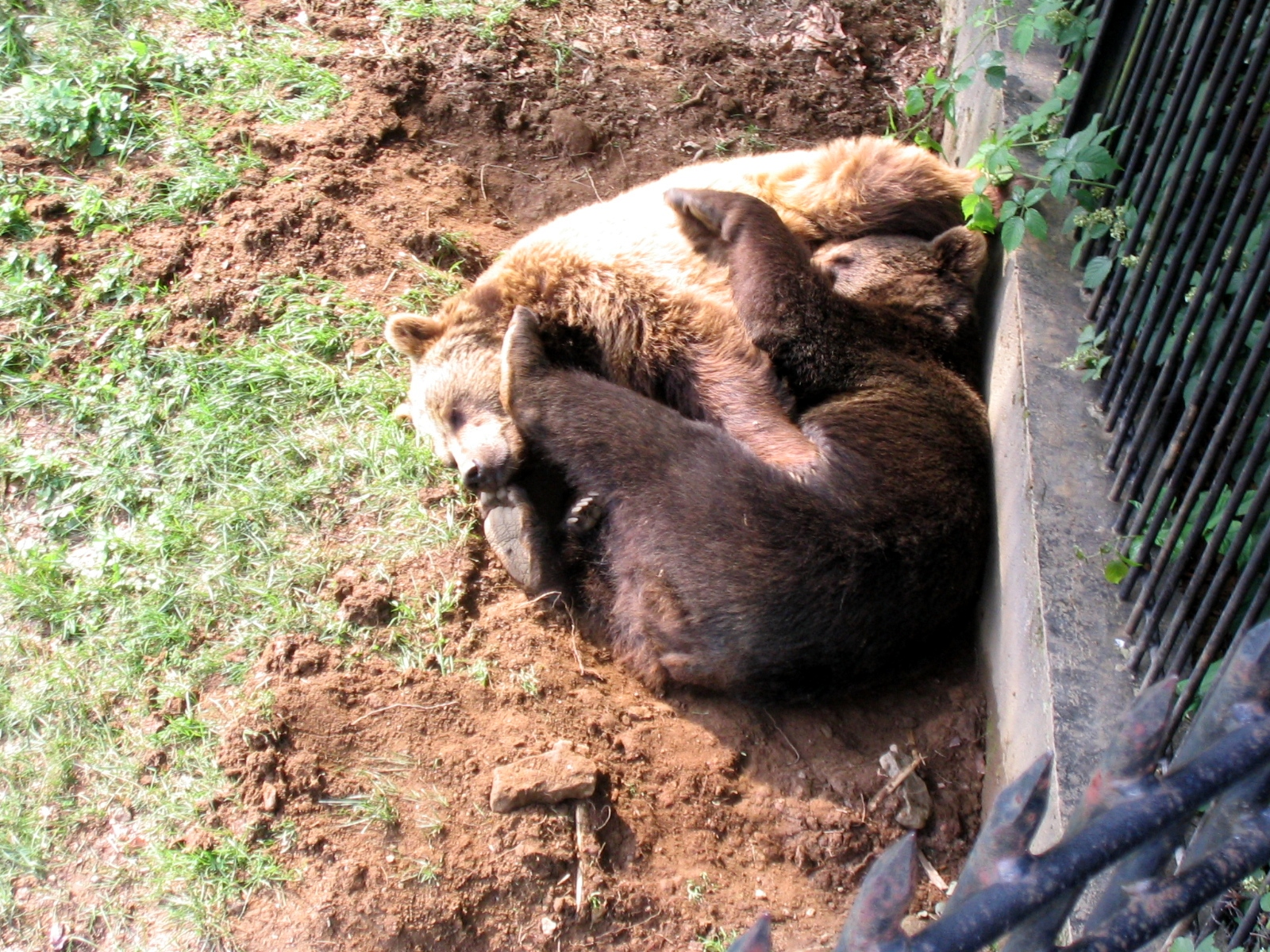
Medvědi v Tierfreigelände

Při jižním okraji NP u obce Neuschönau se nachází středisko Hans-Eisenmann-Haus, k němuž patří i rozsáhlý areál malých obor pro zvěř – Tierfreigelände. Jsou zde soustředěny druhy zvířat, které na území NP žijí anebo žily v minulosti – zubr, vlk, medvěd, rys, kočka divoká, vydra, bobr, další běžnější druhy lesní zvěře – prase divoké, jelen, ptáci (tetřev hlušec, dravci – sokol stěhovavý, pěvci, čáp černý, sovy – výr velký, puštík).

## Ředitelé
Do roku 1979 park spravovala kancelář národního parku jejímž vedoucím byl Hans Bibelriether. Správa národního parku vznikla 1. ledna 1979 sloučením kanceláře a Lesního úřadu národního parku.
Hans-Heinrich Vangerow   1979
Hans Bibelriether               1979–1998      (nar. 17.3.1933 – 02/2025)
Karl Friedrich Sinner          1998–2011 (1946–2017)    (nar. 16.4.1946 až 18.3.2017)
Franz Leibl                         2011–3.6.2023        (nar. 1957 -)
Ursula Schuster                 1.7.2023–              (nar. 1975 -)